# Multimedia Broadcast Multicast Service
Multimedia Broadcast Multicast Service (MBMS) è una specifica di interfaccia punto-multipunto per le reti cellulari 3GPP esistenti e per quelle future, progettata per fornire una consegna efficiente di servizi in broadcast e multicast, sia all'interno di una cella così come all'interno della rete principale. Per la trasmissione in broadcast su più celle, definisce la trasmissione via configurazioni di rete a singola frequenza. Le applicazioni target di questa tecnologia includono la TV per il mobile e la radiodiffusione, così come la consegna di file e avvisi di emergenza.

## Distribuzione
Nel 2013, Verizon è stato il primo operatore ad annunciare che lancerà servizi eMBMS, nel 2014, sopra la sua rete LTE.
eMBMS è la versione LTE del MBMS.
Nel luglio 2014, Nokia ha dato una dimostrazione d'uso della tecnologia LTE Broadcast per sostituire la tradizionale TV digitale.
Questa dimostrazione d'uso rimane controversa ed alcuni studi sono in dubbio circa la capacità di LTE Broadcast di reggere il confronto con il broadcasting terrestre tradizionale in modo efficiente, nella sua versione attuale.
Nel mese di agosto 2014, Ericsson e Polkomtel hanno testato con successo la tecnologia LTE per trasmettere in streaming la partita inaugurale del Campionato del Mondo di pallavolo 2014 a centinaia di ospiti presenti al National Stadium di Varsavia in Polonia.
Nel mese di settembre 2015, Verizon ha dimostrato le capacità della tecnologia MBMS trasmettendo la Indy Racing League.
Nel mese di febbraio 2016, Verizon indica che MBMS non è una macchina da soldi, e che il suo utilizzo oggi è indicato per servizi telematici come ad esempio gli aggiornamenti software per i servizi di infotainment.

## Tecnologie concorrenti
Le principali tecnologie concorrenti di MBMS comprendono DVB-H / DVB-T, DVB-SH, DMB, ESM - DAB e MediaFLO.
Tuttavia, a causa della scarsità di spettro e a causa del costo di costruzione di nuove infrastrutture di trasmissione alcune di queste tecnologie non possono essere utilizzabili.
MediaFLO è stato distribuito commercialmente negli Stati Uniti da Verizon Wireless grazie alla loro interazione con l'azienda MediaFLO USA. (azienda controllata da Qualcomm) ma il servizio è stato chiuso all'inizio del 2011.
DMB e trial DVB-H sono stati testati per più di un anno, ad esempio durante i campionati di calcio 2006 in Germania.
La tecnologia proprietaria CMB di Huawei è una tra i precursori del MBMS. È stato specificata nella sesta versione di 3GPP e sta utilizzando infrastrutture UMTS già esistenti. Huawei dice che CMB si basa sulle infrastrutture UMTS esistenti e sul protocollo di streaming in tempo reale RTSP.

## Specifiche tecniche
La caratteristica di MBMS è l'essere diviso tra il servizio dati e il servizio utente ed il potere essere fornito sia tramite UTRAN, come ad esempio WCDMA, TD-CDMA o TD-SCDMA, sia tramite LTE, (la combinazione MBMS + LTE viene spesso chiamata eMBMS).
Il servizio dati MBMS (detto bearer service) comprende una modalità Multicast ed una modalità Broadcast, con solo quest'ultima disponibile sopra LTE.
Il servizio dati MBMS usa gli indirizzi multicast IP per il flusso IP. Il vantaggio del servizio dati MBMS comparato ai servizi dati unicast quali ad esempio lo streaming, è che le risorse trasmissive della rete principale e della rete radio sono condivise.
Un flusso di pacchetti MBMS è replicato da GGSN, SGSN e RNC. MBMS può utilizzare un sistema avanzato di conteggio per decidere se utilizzare uno o più canali radio (unicast) per un utilizzo del sistema più efficiente oppure un canale comune, creando il broadcasting.
L'MBMS su UTRAN fornisce fino a 256 Kbit/s per ciascun servizio dati e tra 800kbit/s e 1,7 Mbit/s per cella.
La reale capacità della cella dipende dai dispositivi utilizzati direttamente dagli utenti finale per comunicare connettendosi alla rete di accesso UMTS.
GERAN MBMS fornisce tra 32 kbit/s e 128 kbit/s. Possono essere usati fino a 4 timeslot GSM per un servizio dati MBMS in direzione download. Il reale tasso dati per slot di traffico dipende dal dimensionamento della rete.
Il servizio utente MBMS è fondamentalmente uno strato di servizio che fornisce un metodo di consegna in streaming ed in download. Il metodo streaming può essere usato per trasmissioni continue, come per la TV mobile.
Il metodo download è intesto per servizi "download and play". Per aumentare l'affidabilità di trasmissione, può essere usato un livello applicazione per la correzione d'errore. Inoltre, un servizio di riparazione dei file può essere fornito a complemento del metodo download di consegna.
MBMS è stato standardizzato in vari gruppi del 3GPP, e la prima fase standard si trova all'interno della release 6 di UMTS.
eMBMS è stato standardizzato in vari gruppi del 3GPP come parte della release 9 di LTE.
La versione LTE di MBMS, definita MBSFN (acronimo di Multicast-broadcast single-frequency network), supporta servizi di solo broadcast ed è basata su forma d'onda OFDM basata su rete isofrequenziale ed è così funzionalmente simile ad altre soluzioni di broadcasting come DVB-H, -SH e -NGH.